# Дробышев, Евгений Борисович
Евгений Борисович Дро́бышев (род. 22 декабря 1954 года в Куйбышеве) — театральный режиссёр, основатель и художественный руководитель самарского муниципального театра «Самарская площадь».

## Биография
Родился в городе Куйбышеве . В 1978 году окончил Куйбышевский авиационный институт, Жена — Наталья, актриса, директор театра; из наследников - два сына: Евгений и Борис.
Награждён почётной грамотой Самарской городской Думы.

## Карьера
- 1978—1980 гг. — Волжский филиал КБ «Энергия»[уточнить], инженер.
- 1980—1981 гг. — КуАИ, инженер.
- 1981—1983 гг. — Дом культуры «Звезда» (город Куйбышев), руководитель театра-студии.
- 1983—1985 гг. — Куйбышевский театр юного зрителя, ассистент режиссёра.
- 1985—1986 гг. — Сызранский драматический театр, режиссёр.
- с 1987 года — режиссёр и художественный руководитель театра «Самарская площадь»

### Театральные работы

#### В театре «Самарская площадь»
- «Играем Бидструпа»[5][6]
- «Ночь на Ивана Купала»[7][8]
- «Демонстрация»[3][9]
- «Богатые невесты», автор: Александр Островский.
- «Мой бедный Марат», автор: Алексей Арбузов.
- «Орнифль, или Комедия о Дон Жуане» по пьесе Жана Ануя «Орнифль, или Сквозной ветерок».
- «Коломба» по пьесе Жана Ануя
- «Месье де Пурсоньяк» по пьесе Мольера
- «Не такой, как все», автор: Алексей Слаповский[10].
- «Олигарх», по пьесе А. Н. Островского «Не всё коту масленица»[5].
- «Роддом», автор: Алексей Слаповский.
- «Семейный портрет с посторонним», автор: Степан Лобозёров.
- «Тёмная история», автор: Питер Шеффер.
- «Фэн-шуй, или Руководство для любовницы моего мужа», авторы: Эжен Щедрин, Юрий Каменецкий.
- «Чайка», автор: Антон Чехов.
- «Женитьба» по одноимённой комедии Гоголя.
- «Долгий рождественский обед»[11] и «Наш городок» по пьесам Торнтона Уайлдера[12][13].
- «Запах легкого абсурда»[14]
- «Я собака» по повести «Радуга для друга» Михаила Самарского[15][источник не указан 4338 дней].

#### В Сызранском драматическом театре
- «Обыкновенный человек» (1985)

### Призы и награды
- 1988 — диплом лауреата областной премии имени Ленинского комсомола.
- 1996 — почётный знак «Человек неограниченных возможностей» (США, штат Миссури, Сент-Луис).
- 2009 — почётная грамота Самарской городской Думы за вклад в развитие самарской культуры.
- 2010 — IV всероссийский театральный фестиваль «Русская комедия» (Ростов). Диплом имени Николая Акимова за лучшую режиссуру — за спектакль «Роддом» по пьесе Алексея Слаповского[16][17][18][19]

Пример внятного режиссёрского посыла, поддержанного комедийной формой, являл собой спектакль «Роддом» по пьесе А.Слаповского (постановка Евгения Дробышева, театр «Самарская площадь»). — "Страстной бульвар, 10", выпуск №3-133/2010

### Признание самарской публики
Первый же авторский спектакль Дробышева «Демонстрация», стал крупным театральным событием, вышедшем далеко за пределы Самары. Это был политический памфлет, спектакль, состоявший из политических анекдотов. Местные власти решали вопрос о закрытии театра. … Молодая труппа во главе с Дробышевым много экспериментировала. Особенно успешными были эксперименты по синтезу драмы и пластики, авторские спектакли — «Ночь на Ивана Купала» и «Играем Бидструпа». … Театр Дробышева был: экспериментальной молодёжной студией, частным театром, театральным подразделением «Шоу-иллюзиона Игоря Кио», антрепризным театром, государственным театром. … Талантливая сплочённая труппа во главе Евгением Дробышевым сделали театр одним из любимых горожанами мест.— Губернский портал Самара.ру

У Евгения Дробышева талант художественного руководителя театра проявился не только в прекрасных постановках, но и в умении удивительно гармонично подбирать репертуар и в его уникальной способности объединять людей. В театре «Самарская площадь» царит особая атмосфера — атмосфера творчества, доброжелательства, любви.— Вадим Карасёв